# 五柱红砂
五柱红砂（学名：Reaumuria kaschgarica）为柽柳科枇杷柴属下的一个种。